# Goniada brunnea
Goniada brunnea är en ringmaskart som beskrevs av Treadwell 1906. Goniada brunnea ingår i släktet Goniada och familjen Goniadidae. Utöver nominatformen finns också underarten G. b. goronba.